# 龙潭乡 (潜山市)
龙潭乡，是中华人民共和国安徽省安庆市潜山市下辖的一个乡镇级行政单位。

## 行政区划
龙潭乡下辖以下地区：
杜埠村、龙潭村、漆铺村、暗冲村、万涧村、龙湾村、湖田村、白寨村和谢河村。